# Абсолютна неперервність
Функція {\displaystyle f\left(x\right)} називається абсолютно неперервною функцією на скінченному або нескінченному відрізку, якщо {\displaystyle \forall \varepsilon >0} {\displaystyle \exists \delta >0} таке, що для будь-якого скінченного набору неперетинних інтервалів {\displaystyle \left(x_{i},y_{i}\right)} області визначення функції {\displaystyle \,\!f,} який задовольняє умові {\displaystyle \sum \left(y_{i}-x_{i}\right)<\delta ,} виконано {\displaystyle \sum \left|f\left(y_{i}\right)-f\left(x_{i}\right)\right|<\varepsilon .}
Абсолютно неперервна функція є рівномірно неперервною, і, отже, неперервною. Зворотне невірно.